# SHANTI (北原愛子のアルバム)
『SHANTI』（シャンティ）は、北原愛子の4枚目のアルバム。

## 解説
タイトルの「SHANTI」とはサンスクリット語で「平和」という意味で、北原自身の願いが込められている。
数々の作曲を担当した間島和伸の作品がない一方、若手バンド「THE LINDA!」「スピカ」を起用している。
初回生産分にはスペシャルフォトブック「Photo MessageIII」が封入されている。さらに先行シングル「SAMBA NIGHT」と連動した特典応募ハガキが付いており、「SAMBA NIGHT」の初回生産分に封入されている応募券を貼って送ると直筆メッセージ付のポストカードが抽選でプレゼントされるという企画がある。

## 収録曲
全作詞：北原愛子
1. 世界中どこを探しても
  - 作曲：北原愛子／編曲：葉山たけし
2. もう心揺れたりしないで
  - 作曲：北原愛子／編曲：古井弘人
3. 恋花火
  - 作曲：小澤正澄／編曲：立山航洋
4. ユートピア
  - 作曲：津久井箇人／編曲：葉山たけし
5. ありがとう
  - 作曲：中嶋康孝／編曲：スピカ

「SAMBA NIGHT」のカップリング曲。
6. この空の下で
  - 作曲・編曲：綿貫正顕

「世界中どこを探しても」のカップリング曲。
7. 風のメロディー
  - 作曲：Hiya & Katsuma／編曲：スピカ
8. 本当の気持ち
  - 作曲・編曲：立山航洋
9. La-i-la
  - 作曲・編曲：立山秋航
10. Crazy ↑↑↑
  - 作曲・編曲：立山航洋
11. SAMBA NIGHT
  - 作曲・編曲：林良
12. Surfing in the Heaven　♡×♡
  - 作曲：畑真也／編曲：長幸一

## レコーディング参加
- 葉山たけし - プログラミング、ギター、ベース、チャランゴ、キーボード
- Rie - フルート、コーラス
- 宇徳敬子 - コーラス
- 古井弘人 (GARNET CROW) - キーボード、プログラミング
- 岡田詩郎 - ギター
- 車谷啓介 - パーカッション、コンガ
- 立山洋航 (THE LINDA!) - プログラミング、キーボード
- 寺岡佑 (THE LINDA!) - ギター
- 岡崎雪 - コーラス
- 荒神直規 (Naifu) - コーラス
- 岡本祐佳 - コーラス
- 永井健 (THE LINDA!) - コーラス
- 立山秋航 (THE LINDA!) - プログラミング、アコースティックギター
- 大賀好修 (nothin' but love・OOM・Sensation) - ギター
- 林良 (organs cafe) - プログラミング、キーボード
- 綿貫正顕 - プログラミング、ギター
- 長幸一 - プログラミング

## タイアップ
- 読売テレビ制作・日本テレビ系列 アニメ『結界師』エンディングテーマ (#01)
- テレビ東京系アニメ『メルヘヴン』エンディングテーマ (#02)
- TBS系列『DOORS 2007』テーマソング (#10)